# Jaime Cezário
Jaime Cezário (Niterói, 25 de outubro de 1963) é um carnavalesco, arquiteto, decorador de interiores, cenógrafo, pesquisador de carnaval e professor do curso superior de Gestão de Festas e Eventos Carnavalescos da Universidade Estácio de Sá.

## Biografia
Jaime Cezário é formado em arquitetura e decoração e tem inúmeros projetos de residências e interiores executados no Rio de Janeiro e São Paulo, entre muitos trabalhos, foi convidado pelo decorador Eder Meneguine para assumir a parte de projetos do seu escritório, que o fez por quatro anos (anos: 91/92/93/94). Eder Meneguine foi eleito o decorador preferido da nova sociedade emergente do Rio de Janeiro.
Iniciou sua carreira como carnavalesco no ano de 1993 na escola de samba Engenho da Rainha, assinando por três anos consecutivos o carnaval desta escola.
No ano de 1996 recebe o convite da São Clemente para assinar seu carnaval, permanecendo a frente da agremiação por 4 anos e levando-a  ao grupo especial no ano de 1999.
Na São Clemente ganhou inúmeros prêmios, o Troféu Papa Tudo da TV Manchete nos anos de 1997 e 1998 e o troféu dado pela Associação das Escolas de Samba no ano de 1997 como a escola Campeã do Povo, além, de alguns pessoais como o Momo de Ouro e o do jornal A Notícia como “carnavalesco revelação” em 1998, entre muitos outros prêmios.
No ano de 1997 desenvolve o carnaval do Foliões de Botafogo que participava do Grupo de Acesso C das Escolas de Samba.
Foi campeão dos Grupos de Acesso C e B nos anos de 1999 e 2000 fazendo o carnaval da Leão de Nova Iguaçu, trazendo-a ao Grupo A do Rio de Janeiro.
No ano de 2000 é convidado pelo Projeto “Tom na mata” para desenvolver e reproduzir a mata atlântica numa área aproximadamente de dois mil metros quadrados, localizado na Fundição Progresso, bairro da Lapa no Rio de Janeiro, foi convidado pela Porto da Pedra para fazer seu carnaval no Grupo Especial no ano das comemorações dos quinhentos anos do Brasil (2000), com o enredo “Ordem, Progresso, Amor e Folia no milênio de fantasia!”.
No ano de 2001, 2002 e 2003 assume o comando do carnaval da Caprichosos, escola do grupo especial do Rio de Janeiro.
No ano de 2004 no grupo de acesso fazendo o carnaval da Paraíso do Tuiuti, a convite do cantor Ivo Meireles com o enredo em homenagem a Vinícius de Moraes que tinha como título: “Olha que coisa mais linda, o Poeta está No Paraíso!”.
Em 2005 assina o carnaval do Cubango de Niterói que desfilou no Grupo de Acesso com o enredo: O fruto da África de todos os deuses no Brasil de fé!  e também foi contratado como carnavalesco para a Rouxinois da cidade de Uruguaiana no Rio Grande do Sul.
Em 2006 quando assinou o enredo do Acadêmicos do Cubango: Na magia da escrita, a viagem do saber! no Grupo de Acesso A. No ano de 2006 foi convidado a integrar o grupo de professores do Instituto do Carnaval, para lecionar no curso superior de Gestão de Festas e Eventos Carnavalescos da Universidade Estácio de Sá.
No ano de 2007 foi convidado para ser jurado do quesito enredo dos grupos de Acesso e Especial de Vitória – ES pela Liga das Escolas de Samba Capixaba.
Em 2008 foi convidado pelo site de carnaval ¨O Dia na Folia¨ para assinar a coluna Folia, Tradição e Modernidade, onde aborda assuntos ligados ao universo do carnaval do Rio de Janeiro e Brasil.
Em 2008 foi convidado pelo Patrimônio da Cidade do Rio de Janeiro para fazer o trabalho que compõe e faz parte do Registro de Tombamento das Escolas de Samba do Rio de Janeiro como Patrimônio Imaterial da Cidade do Rio de Janeiro, intitulado ¨A Evolução das Escolas de Samba do Rio de Janeiro¨.
Em 2008 é convidado pela Universidade de Iowa dos USA para fazer parte do Projeto Brazilian Carnival, Music and Dance, onde a partir de janeiro 2009 será o carnavalesco anfitrião para receber os alunos  mestrandos da universidade e apresentar o universo das escolas de samba da cidade do Rio de Janeiro
No Carnaval de 2008 foi contratado pela segunda vez como carnavalesco para a Escola de Samba Rouxinóis da cidade de Uruguaiana no Rio Grande do Sul. O enredo de sua autoria foi: “Aventureiros da Ilusão”.
No carnaval de 2009 foi convidado pela Rádio Band News Fm para ser o comentarista nos desfiles do Grupo Especial do Rio de Janeiro.
No Carnaval da cidade de Uruguaiana  de 2009 foi convidado para colaborar com a comissão de carnaval da Escola de Samba Deu Chucha na Zebra, no Rio Grande do Sul.
No Instituto do Carnaval leciona as disciplina de Laboratório de Carnaval, onde ensina os alunos a desenvolver enredos, A História das Artes e o Carnaval, Enredos e Planejamento Estratégico nos anos de 2007,2008 e 2009.
No carnaval de 2010 foi convidado para colaborar com o carnaval da Escola de Samba Estação Primeira de Mangueira pra desenvolver o enredo: “Mangueira é música do Brasil”. e também foi contratado como carnavalesco para a União da Ilha da Magia de Florianópolis, no Carnaval de 2011 foi contratado pela segunda vez como carnavalesco da escola de samba Cubango e continuou na União da Ilha da Magia, onde foi campeão do Carnaval de Florianópolis.
No Carnaval de 2012 foi contratado pela segunda vez como carnavalesco da escola de samba Porto da Pedra para desenvolver um tema sobre o iogurte. pegando ainda no meio como fez na Mangueira, em 2010. mudando uma boa parte do enredo. além disto continuou como carnavalesco da Cubango, para desenvolver um enredo sobre Barão de Mauá.
Durante os anos de 2013 e 2014, retornou a Uruguaiana aonde foi o carnavalesco do Império Serrano de Uruguaiana e esteve pela terceira vez como carnavalesco da Rouxinóis. em 2015, foi contratado pela terceira vez como carnavalesco da Cubango.
No Carnaval de 2016 foi contratado pela terceira vez como carnavalesco da escola de samba Porto da Pedra., onde ficou até 2019.

## Carnavais
Abaixo, a lista de desfiles assinados por Jaime Cezário.
| Ano  | Escola                 | Colocação              | Divisão               | Enredo                                                                                           | Ref. |
| ---- | ---------------------- | ---------------------- | --------------------- | ------------------------------------------------------------------------------------------------ | ---- |
| 1993 | Engenho da Rainha      | 10.º lugar             | Grupo A               | Ciranda, cirandinha, vamos todos cirandar                                                        |      |
| 1994 | Engenho da Rainha      | 10.º lugar             | Grupo A               | Entre festas e fitas                                                                             |      |
| 1995 | Engenho da Rainha      | 9.º lugar              | Grupo A               | Yolhesman Crisbelles - A república de Ipanema é um desbunde                                      |      |
| 1996 | São Clemente           | 3.º lugar              | Grupo A               | Se a canoa não virar, a São Clemente chega lá                                                    |      |
| 1997 | São Clemente           | 3.º lugar              | Grupo A               | A São Clemente Botafogo na Sapucaí                                                               |      |
| 1997 | Foliões de Botafogo    | 6.º lugar              | Grupo C               | Alegria alegria, o circo chegou                                                                  |      |
| 1998 | São Clemente           | Vice-campeã            | Grupo A               | Maiores são os poderes do povo! Se liga na São Clemente!                                         |      |
| 1999 | São Clemente           | 14.º lugar             | Especial RJ           | A São Clemente comemora e traz Rui Barbosa para os braços do povo                                |      |
| 1999 | Leão de Nova Iguaçu    | Campeã                 | Grupo C               | O Leão ruge forte em Nova Iguaçu                                                                 |      |
| 2000 | Porto da Pedra         | 14.º lugar             | Especial RJ           | Ordem, Progresso, Amor e Folia, no milênio da fantasia                                           |      |
| 2000 | Leão de Nova Iguaçu    | Campeã                 | Grupo B               | O Leão nos caminhos do ouro                                                                      |      |
| 2001 | Caprichosos            | 12.º lugar             | Especial RJ           | Goiás, um sonho de amor no coração do Brasil                                                     |      |
| 2002 | Caprichosos            | 12.º lugar             | Especial RJ           | Deu pra ti alto astral! Tô com Porto Alegre, trilegal!                                           |      |
| 2003 | Caprichosos            | 10.º lugar             | Especial RJ           | Zumbi, Rei de Palmares e herói do Brasil. A história que não foi contada                         |      |
| 2004 | Paraíso do Tuiuti      | 8.º lugar              | Grupo A               | Olha Que Coisa Mais Linda, o Poeta Está No Paraíso                                               |      |
| 2005 | Os Rouxinóis           | 3.º lugar              | Especial (Uruguaiana) | Da magia da escrita à viagem do saber                                                            |      |
| 2005 | Cubango                | 6.º lugar              | Grupo A               | O Fruto da África de Todos os Deuses no Brasil de Fé: Candomblé                                  |      |
| 2006 | Cubango                | 8.º lugar              | Grupo A               | Na magia da escrita, a viagem do saber                                                           |      |
| 2008 | Os Rouxinóis           | Vice-campeã            | Especial (Uruguaiana) | Aventureiros da Ilusão                                                                           |      |
| 2009 | Deu Chucha na Zebra    | 5.º lugar              | Especial (Uruguaiana) | Sou Gaúcho Firme e Forte                                                                         |      |
| 2010 | Mangueira              | 6.º lugar              | Especial RJ           | Mangueira é música do Brasil                                                                     |      |
| 2010 | União da Ilha da Magia | Vice-campeã            | Especial (Floripa)    | A magia dos Deuses                                                                               |      |
| 2011 | União da Ilha da Magia | Campeã                 | Especial (Floripa)    | Cuba sim! Em nome da verdade                                                                     |      |
| 2011 | Cubango                | 4.º lugar              | Grupo A               | A emoção está no ar                                                                              |      |
| 2012 | Porto da Pedra         | 12.º lugar (Rebaixada) | Especial (RJ)         | Da Seiva Materna ao Equilíbrio da Vida                                                           |      |
| 2012 | Cubango                | 4.º lugar              | Grupo A               | Barão de Mauá - Sonho de um Brasil Moderno                                                       |      |
| 2013 | Império Serrano        | 7.º lugar              | Especial (Uruguaiana) | O Brasil Vale Ouro                                                                               |      |
| 2014 | Os Rouxinóis           | 4.º lugar              | Especial (Uruguaiana) | Tu És o Ar Que Respiro, A Razão do Meu Cantar: Verde Que Te Quero Verde, Verde Que Me Faz Sonhar |      |
| 2015 | União da Ilha da Magia | Vice-campeã            | Especial (Floripa)    | Adoradores do Sol nas "ondas" da Ilha da Magia!!!                                                |      |
| 2015 | Cubango                | 4.º lugar              | Série A               | Cubango, a Realeza Africana de Niterói                                                           |      |
| 2016 | Porto da Pedra         | 5.º lugar              | Série A               | Palhaço Carequinha, paixão e orgulho de São Gonçalo. Tá certo ou não tá?                         |      |
| 2017 | Porto da Pedra         | 5.º lugar              | Série A               | Ô Abre-alas que as marchinhas vão passar. Porto da Pedra é quem vai ganhar... seu coração!       |      |
| 2018 | Porto da Pedra         | 3.º lugar              | Série A               | Rainhas do Rádio - Nas Ondas da Emoção, o Tigre Coroa as Divas da Canção!                        |      |
| 2019 | Porto da Pedra         | 3.º lugar              | Série A               | Antônio Pitanga - Um negro em movimento                                                          |      |
| 2019 | União da Ilha da Magia | Campeã                 | Acesso (Floripa)      | Lagoa, todos os ventos passam por aqui                                                           |      |
| 2020 | União da Ilha da Magia | 4.º lugar              | Especial (Floripa)    | Era uma vez... Valdir Dutra, o Mago do Teatro Infantil                                           |      |
| 2023 | União da Ilha da Magia | Campeã                 | Especial (Floripa)    | Ô Mané, que festa é essa? É o Dazaranha mostrando ao mundo que um dia lindo a gente faz!         |      |

## Títulos e estatísticas
| Divisão                         | Campeonato | Ano        | Vice | Ano        | Terceiro lugar | Ano |
| ------------------------------- | ---------- | ---------- | ---- | ---------- | -------------- | --- |
| Especial (Florianópolis)        | 2          | 2011, 2023 | 2    | 2010, 2015 | -              | -   |
| Segunda divisão (Florianópolis) | 1          | 2019       | -    | -          | -              | -   |

## Premiações
- Plumas & Paetês Cultural

1. 2011 - Melhor carnavalesco (Cubango) [10]
2. 2012 - Melhor historiador/pesquisador (Cubango) [11]
3. 2016 - Melhor carnavalesco (Porto da Pedra) [12]

- Prêmio Ziriguidum

1. 2016 - Melhor carnavalesco (Porto da Pedra) [13]

- S@mba-Net

1. 2011 - Melhor conjunto de fantasias (Cubango) [14][15]